# Thiết kế bối cảnh

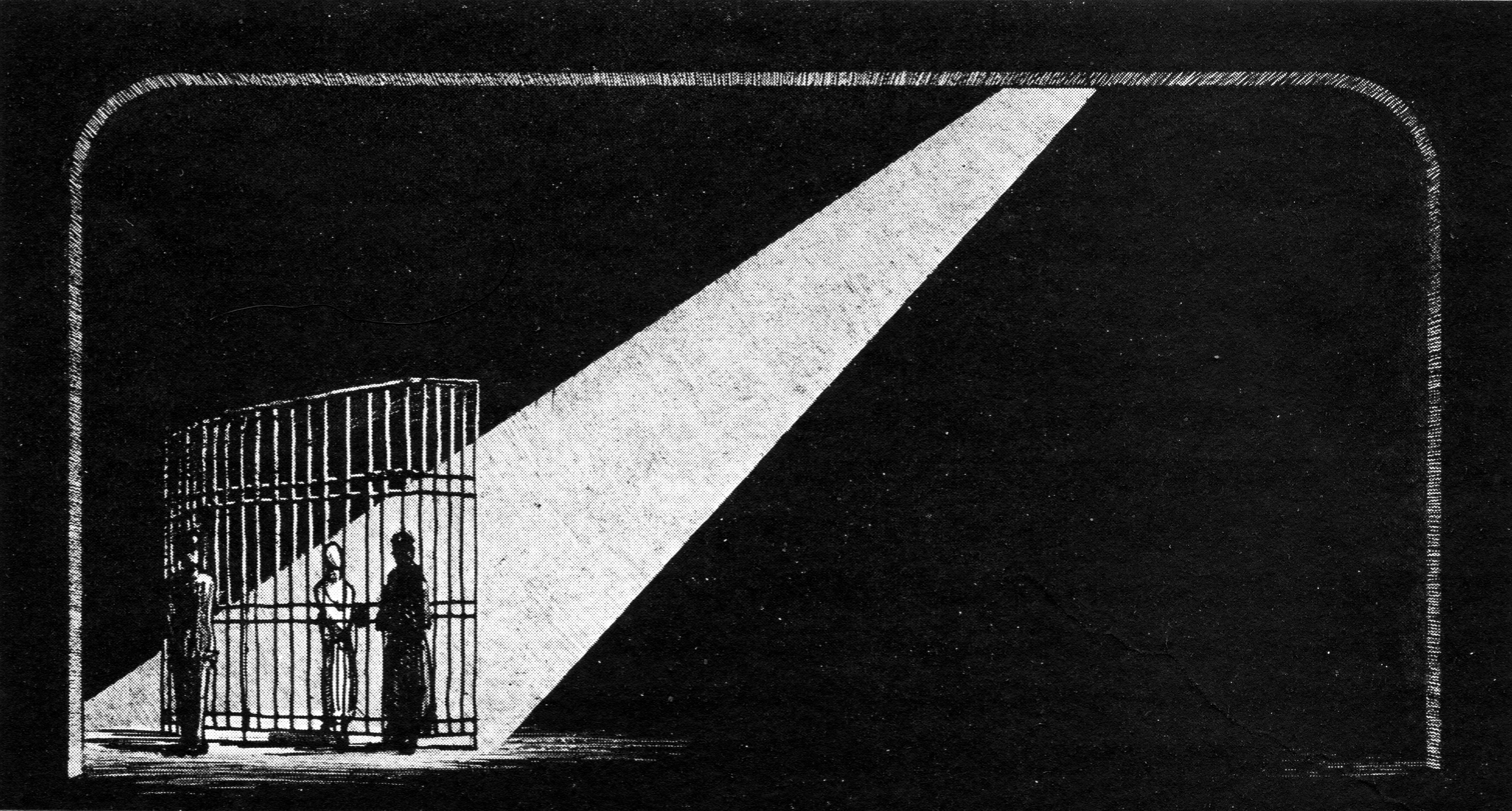
Bản thiết kế cảnh người phụ nữ sau song sắt của Robert Edmond Jones trong vở Machinal (1928)

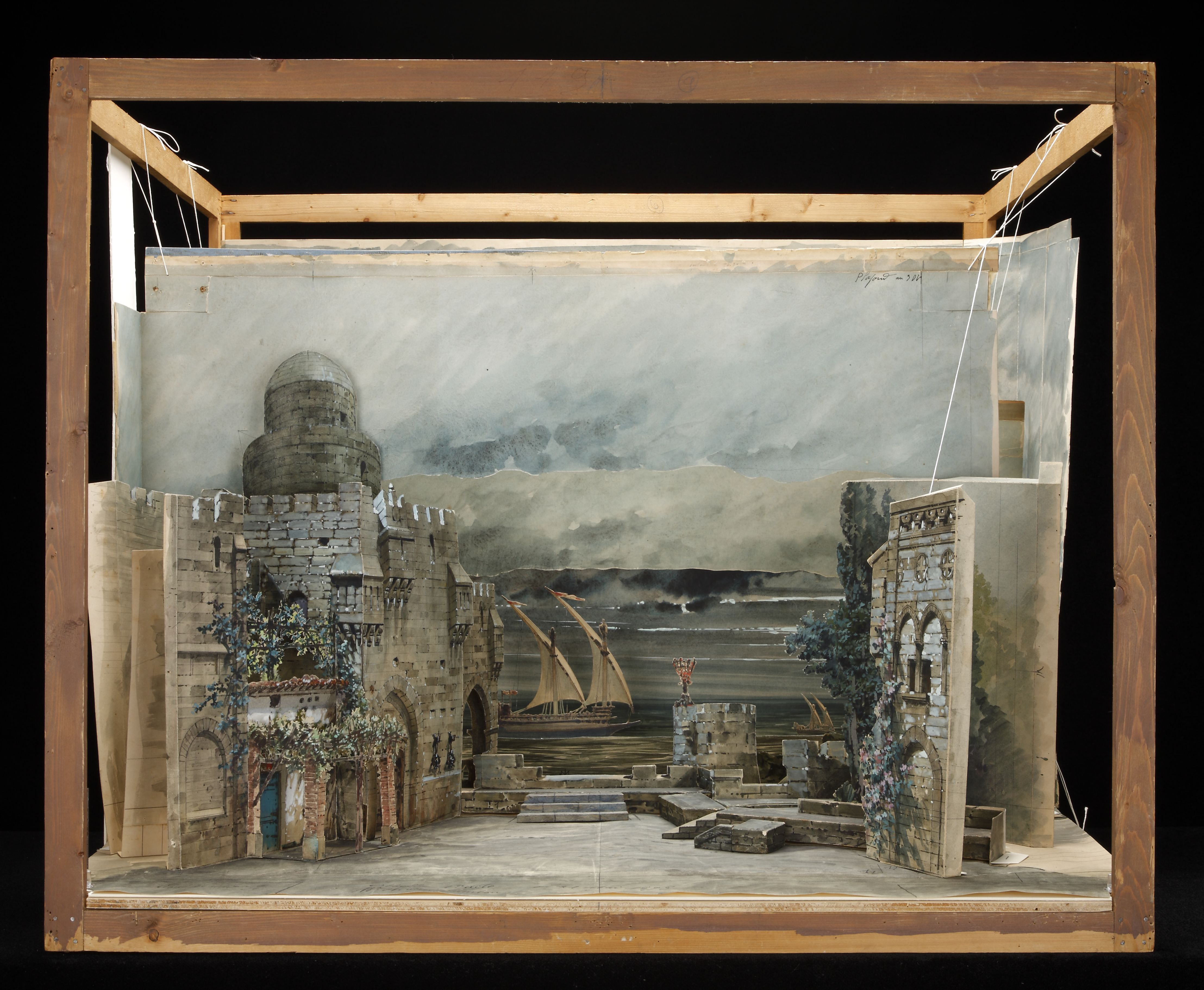
Mô hình thiết kế sân khấu của Marcel Jambon cho vở Otello của Giuseppe Verdi (1895) tại Paris

Thiết kế bối cảnh (còn được biết đến với những thuật ngữ như scenography, stage design hoặc set design) là một khâu sáng tạo thuộc quy trình sản xuất vở diễn sân khấu, công việc này cũng xuất hiện tương tự với sản xuất điện ảnh hoặc truyền hình. Trong quá khứ, các nhà thiết kế bối cảnh có thể xuất phát từ nhiều nguồn gốc trình độ, nhưng sau này, hầu hết đều được đào tạo về chuyên môn, đa phần có bằng Cử nhân (B.F.A.) hoặc Thạc sỹ (M.F.A.) về nghệ thuật sân khấu. Những người này làm công việc thiết kế và dàn dựng cảnh nhằm hỗ trợ mục đích nghệ thuật của một vở diễn. Thiết kế bối cảnh thường được xem là một phần trong quá trình thiết kế sản xuất cho điện ảnh hoặc truyền hình.

## Người thiết kế bối cảnh
Một người thiết kế sẽ nghiên cứu, tìm tòi để lọc ra các tư liệu phục vụ cho việc xây dựng những ý niệm có tính khơi mở, những ý tưởng tiếp tục hỗ trợ cho nội dung và các yếu tố thị giác khác của vở diễn. Vấn đề "Làm thế nào để tiếp cận và phát triển những ý tưởng sáng tạo?" luôn là một thắc mắc rất chính đáng. Nó bắt đầu với việc chúng ta sẵn sàng mở rộng tư duy để đón nhận các khả năng. Có thái độ cầu thị đối với việc nghiên cứu, tìm kiếm, lao động, sẵn sàng khám phá, tò mò và hiếu kỳ. Trí tưởng tượng của chúng ta rất trực quan. Cho dù là không gian nội hay ngoại, lùm cây cối sặc sỡ hay một buổi hòa nhạc, bầu trời đầy sao hoặc kiến trúc của một công trình tuyệt vời, thiết kế bối cảnh là một quá trình đòi hỏi không ngừng tìm tòi và nghiên cứu.
Người thiết kế bối cảnh phải làm việc với đạo diễn và các bộ phận thiết kế khác để thiết lập một ý tưởng thị giác tổng thể cho việc sản xuất và thiết kế không gian sân khấu. Họ có trách nhiệm phát triển một bộ thiết kế hoàn chỉnh bao gồm:
- sơ đồ mặt bằng cơ bản thể hiện tất cả các thành phần tĩnh tham gia dàn cảnh;
- sơ đồ tổng hợp thể hiện tất cả các thành phần động tham gia dàn cảnh, lưu ý cả vị trí của chúng trên sàn diễn và vị trí khuất ngoài sàn diễn (hai bên cánh gà, dưới mặt sàn, trên trần...);
- sơ đồ mặt cắt của không gian sân khấu kết hợp tất cả các thành phần dàn cảnh;
- mặt đứng của tất cả các thành phần dàn cảnh, và mặt đứng hoặc mặt cắt của các đạo cụ khác nếu cần.

Trong quá khứ, người thiết kế phải vẽ tay tất cả các thành phần nói trên, tuy nhiên, ngày nay người ta có thể dễ dàng tạo ra các mô hình 3D chính xác nhờ hỗ trợ của phần mềm máy tính.

## Nhiệm vụ

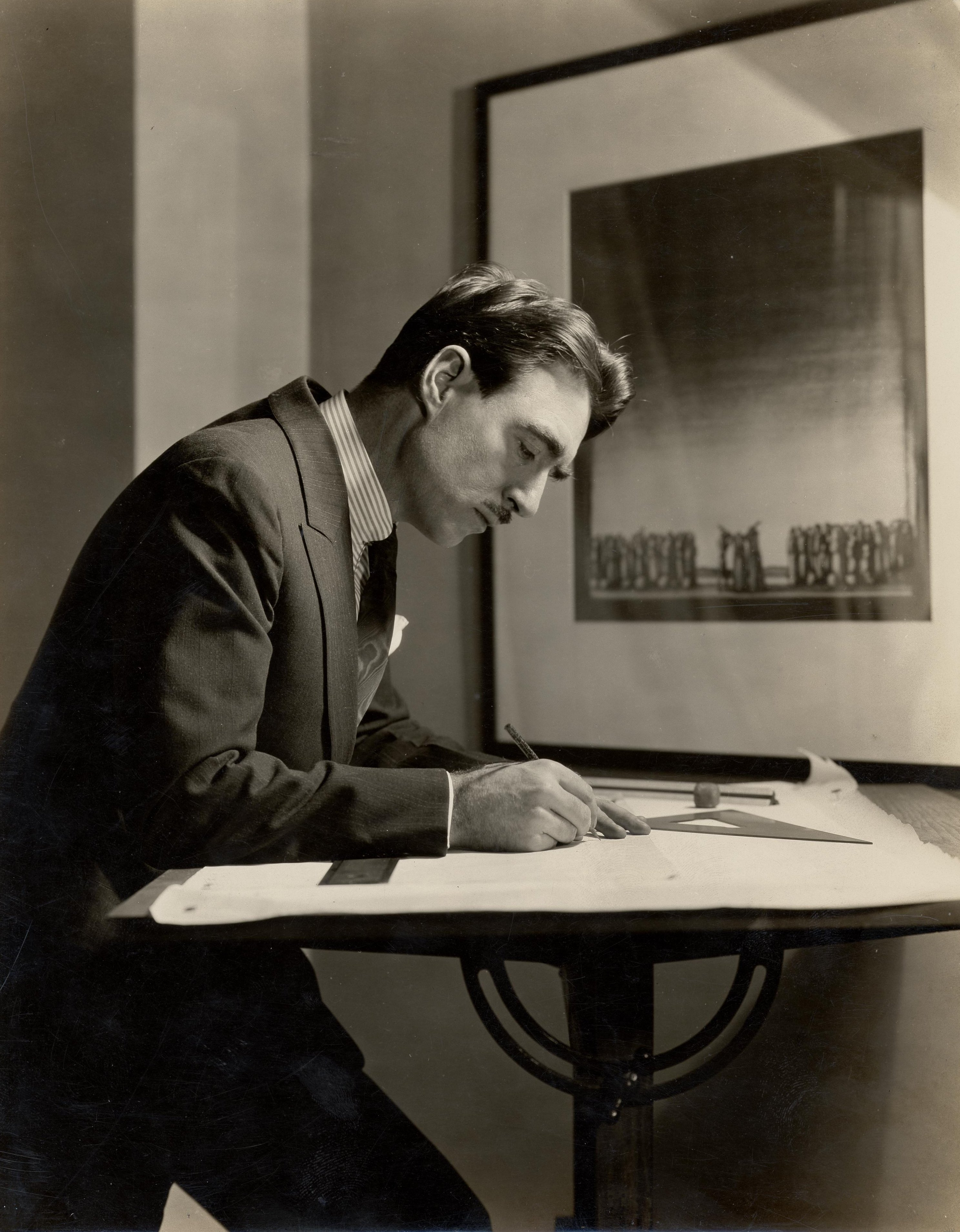
Nhà thiết kế Robert Edmond Jones /1887-1954/ đang thao tác ở bàn vẽ (1920)

Người thiết kế bối cảnh có trách nhiệm kết hợp với đạo diễn sân khấu và các thành viên khác của nhóm thiết kế sản xuất để tạo ra không gian cho vở diễn và sau đó mô tả lại chi tiết về không gian cho giám đốc kỹ thuật, quản lý sản xuất để có thể tiến hành thi công. Các nhà thiết kế bối cảnh chịu trách nhiệm tạo ra các mô hình theo tỉ lệ của bối cảnh, bản vẽ phối cảnh, hệ thống bục bệ, các bản vẽ kết cấu và tất cả những việc khác nữa đòi hỏi giao tiếp của họ với các nhân viên sản xuất khác.

## Đào tạo
Ở châu Âu và Australia những người thiết kế có tiếp cận toàn diện hơn đối với công việc thiết kế sân khấu và thường chịu trách nhiệm không chỉ với bối cảnh mà còn với trang phục, ánh sáng, âm thanh... và được gọi là nhà thiết kế sân khấu hoặc nhà thiết kế sản xuất.
Một số nhà thiết kế, họa sỹ bối cảnh/sân khấu trên thế giới, trong quá khứ và hiện tại: Ken Adam, Nathan Altman, Adolphe Appia, Boris Aronson, Léon Bakst, Howard Bay, John Lee Beatty, Brian Sidney Bembridge, Alexandre Benois, Maria Björnson, David Borovsky, Robert Brill, Alison Chitty, Franco Colavecchia, Edward Gordon Craig, Luciano Damiani, Es Devlin, Antony McDonald, Aleksandra Ekster, Ezio Frigerio, David Gallo, Nicholas Georgiadis, Christopher Gibbs, Natalia Goncharova, Reginald Gray, Marcel Jambon, Robert Edmond Jones, Inigo Jones, Barry Kay, Sean Kenny, Ralph Koltai, Ming Cho Lee, Daniil Lider, Santo Loquasto, Jo Mielziner, Motley, Caspar Neher, Cyro Del Nero, Jean-Pierre Ponnelle, Neil Patel, Russell Patterson, Todd Rosenthal, Oliver Smith, Josef Svoboda, George Tsypin, Robin Wagner, Tony Walton, Robert Wilson, Franco Zeffirelli...

Họa sỹ Nguyễn Công Hoan phác thảo một cảnh trong vở opera Borgy and Bess, nhà hát Nhạc Vũ kịch Việt Nam (2008)

Một số nhà thiết kế, họa sỹ bối cảnh/sân khấu ở Việt Nam: KimB, Vương Duy Biên, Phùng Huy Bính, Trần Hòa Bình, Đỗ Doãn Bằng, Trần Chắt, Đỗ Doãn Châu, Nguyễn An Định, Phạm Văn Đôn, Lương Đống, Lê Xuân Giang, Ngô Quỳnh Giao, Nguyễn Đinh Hàm, Hoàng Song Hào, Trần Lưu Hậu, Bùi Huy Hiếu, Nguyễn Công Hoan, Hoàng Song Hỷ, Nguyễn Hồng, Huy Kim, Nguyễn Trọng Lân, Cấn Văn Lệ, Vũ Hoàng Linh, Nguyễn Hồng Long, Vương Tất Lợi, Vũ Trung Lương, Nguyễn Tiến Lưu, Trần Viết Lý, Trần Mậu, Bùi Vũ Minh, Nguyễn Ngọc Mỹ, Văn Na, Đặng Ánh Ngà, Lê Văn Ngoạn, Sĩ Ngọc, Nguyễn Tất Ngọc, Bùi Xuân Phái, Phan Phan, Thang Trần Phềnh, Lê Huy Quang, Nguyễn Dân Quốc, Lê Sơn, Hà Quang Sơn, Nguyễn Tiến Sự, Đường Tài, Chu Thơm, Phạm Duy Tùng, Hoàng Hà Tùng, Hoàng Tuyển, Bùi Ngọc Tư, Lê Huy Trấp, Nguyễn Văn Trực, Huy Văn, Trần Hồng Vân, Nguyễn Tường Vân...